# Kelis
Kelis Rogers-Mora, művésznevén Kelis (New York, 1979. augusztus 21. –) amerikai énekesnő és dalszerző, valamint séf.
1998-ban szerződött a Virgin Records-hoz. Debütáló albuma 1999-ben jelent meg Kaleidoscope címmel. Leginkább "Trick Me" című dala lett sikeres 2003-as Tasty című albumáról.
2003 és 2010 között a rapper Nas felesége volt.

## Diszkográfia

### Stúdióalbumok
- Kaleidoscope (1999)
- Wanderland (2001)
- Tasty (2003)
- Kelis Was Here (2006)
- Flesh Tone (2010)
- Food (2014)